# Coasta Henții
Coasta Henții – wieś w Rumunii, w okręgu Alba, w gminie Roșia Montană. W 2011 roku liczyła 105 mieszkańców.